# 馬山村
馬山村（まやまむら）は群馬県の南西部、甘楽郡に属していた村。現在の下仁田町の馬山地区に相当する。

## 地理
- 河川：鏑川、横瀬川

## 歴史
- 1889年（明治22年）4月1日 - 町村制施行により、馬山村、白山村が合併し北甘楽郡馬山村が成立する。
- 1950年（昭和25年）4月1日 - 北甘楽郡が甘楽郡と改称する。
- 1955年（昭和30年）3月10日 - 下仁田町、小坂村、西牧村、青倉村が廃され、新たに下仁田町が成立。

## 交通

### 鉄道
- 上信電鉄
  - 上信線：設置駅なし - 最寄り駅は吉田村（現富岡市）の神農原駅、南蛇井駅、千平駅となる。

### 道路
- 上信越自動車道 下仁田インターチェンジ
- 国道254号 下仁田バイパス（信州街道）